# Baulne-en-Brie
Baulne-en-Brie là một xã ở tỉnh Aisne, vùng Hauts-de-France thuộc miền bắc nước Pháp.